# Chopok
Chopok je s 2024 m třetí nejvyšší horou Nízkých Tater, nachází se v hlavním hřebeni západně od Ďumbieru, nejvyššího vrcholu celého pohoří. Vrchol nabízí panoramatický výhled na Vysoké Tatry, Liptov a údolí Hronu. Několik desítek metrů pod vrcholem se nachází ubytovna a restaurace Kamenná chata. Pod vrchol Chopku vede kabinová lanovka Priehyba-Chopok vybudovaná v roce 2012 s přepravní kapacitou 2480 os./hod, která nahradila lyžařský vlek z roku 2006. Horní stanice je v 2004 m n. m. a jízda v cca 20místné kabině trvá celkem 6,5 minuty. Hora leží Žilinském kraji a Banskobystrickém kraji, okresech Liptovský Mikuláš a Brezno v extravilánech katastrů obcí Dolná Lehota a Demänovská Dolina.

## Klimatické podmínky
Průměrná roční teplota pod vrcholem Chopku je -1 °C, přičemž letní maximální teploty dosahují 18 °C a zimní minima -27 °C. Průměrná teplota v lednu je -8 °C a v červenci +6 °C. Chopok je podle meteorologických měření největrnější slovenskou horou.

## Galerie

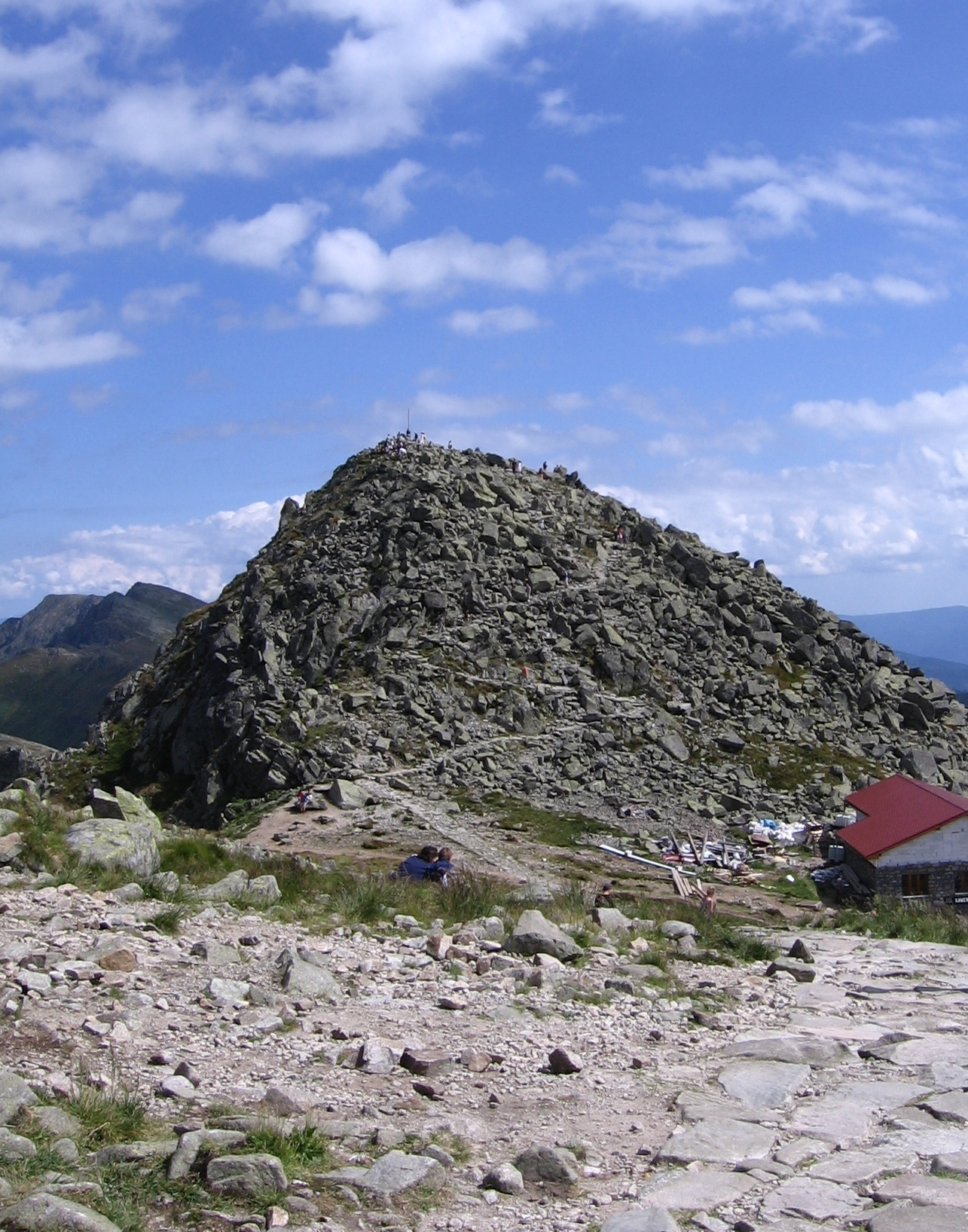
Vrchol Chopku
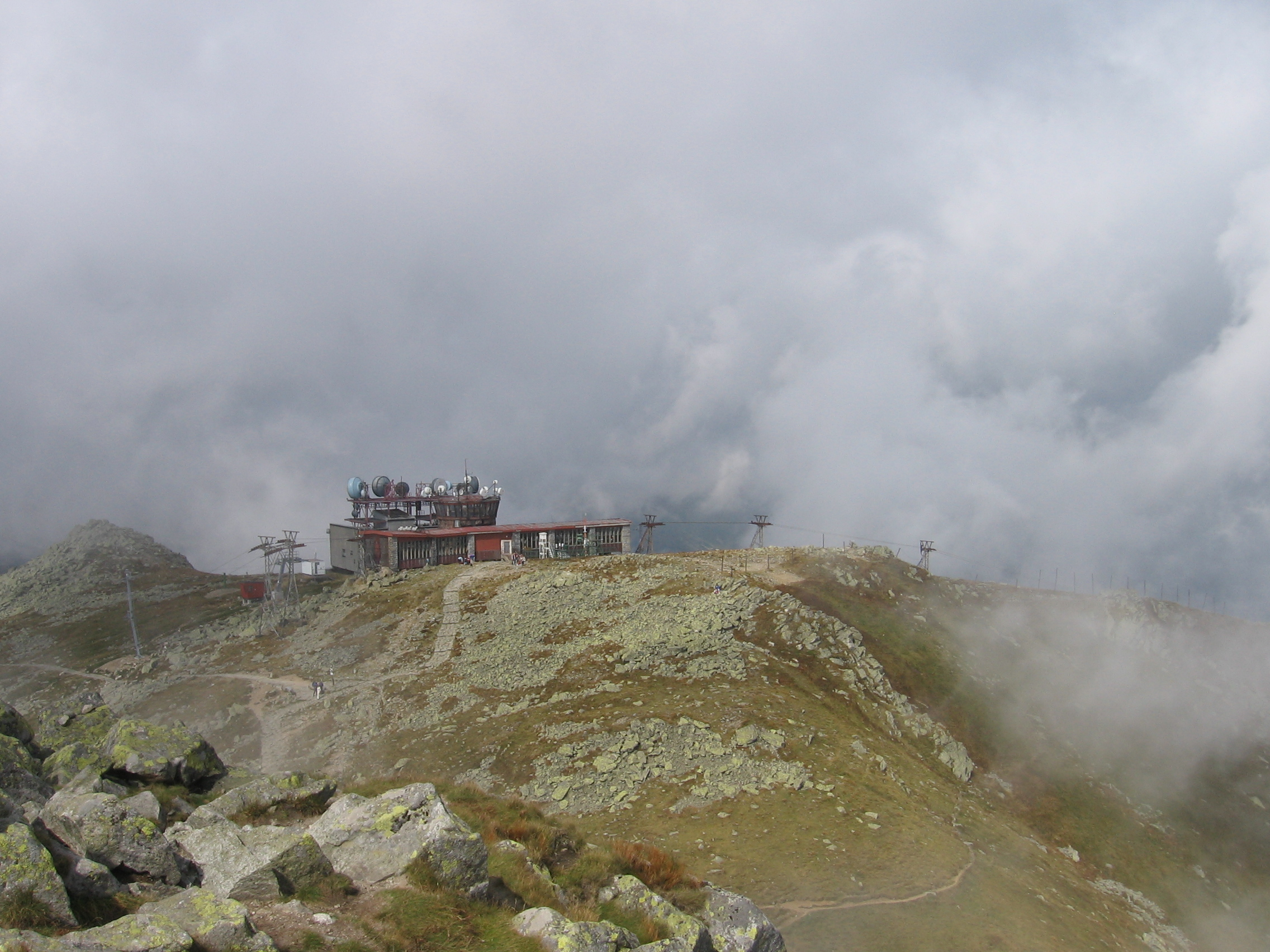
Meteorologická stanice
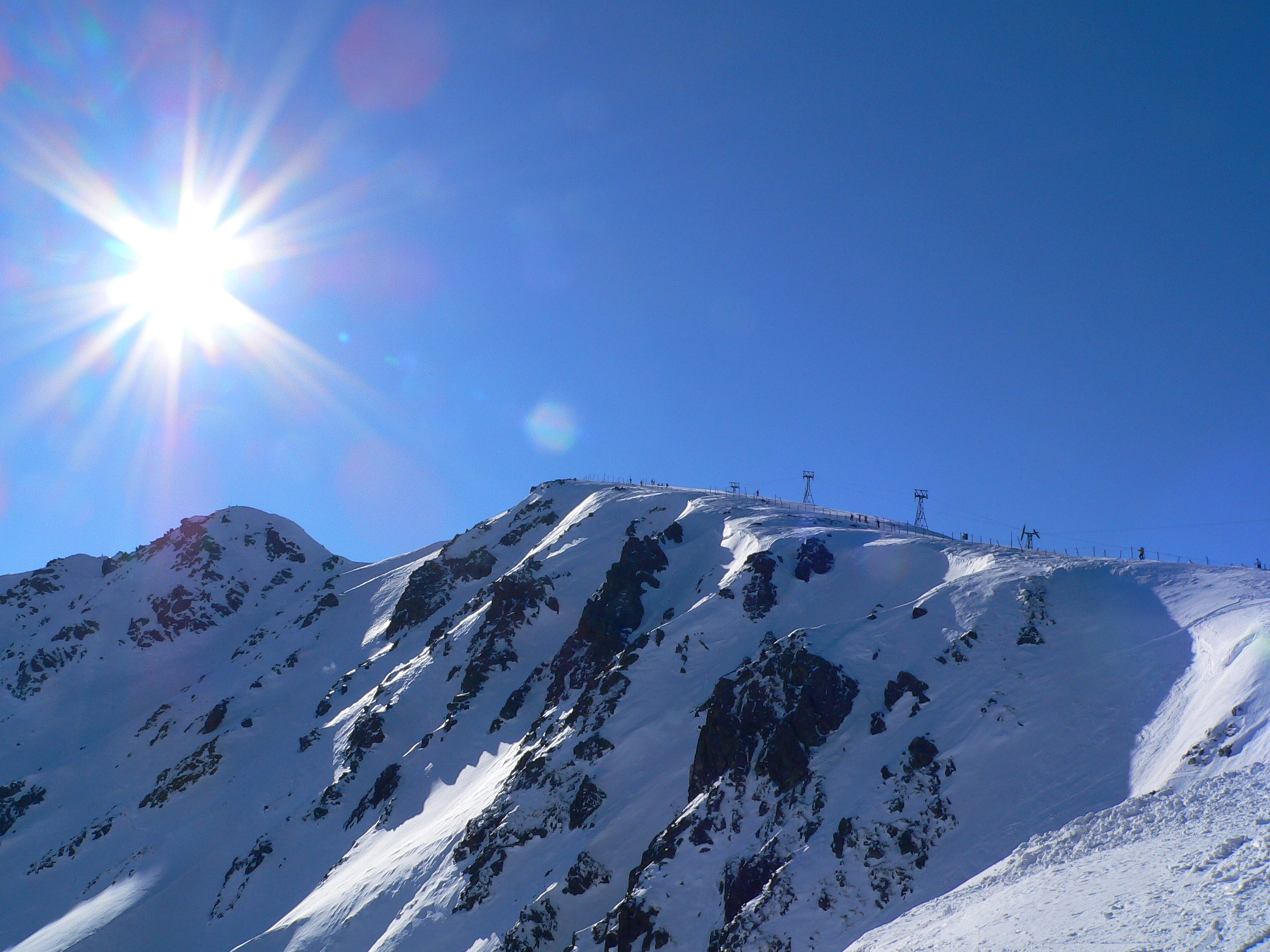
Chopok v zimě
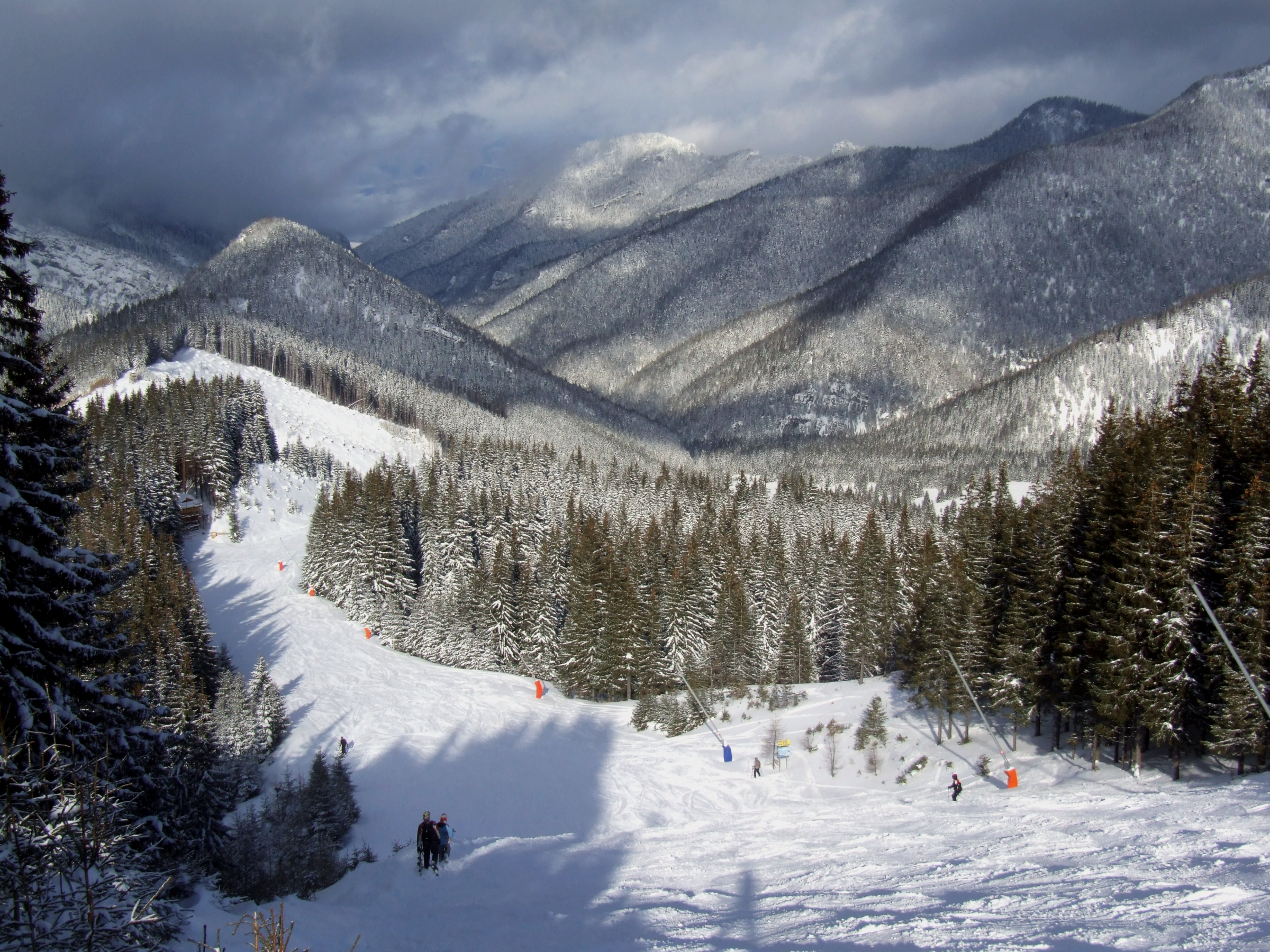
Lyžařské středisko Jasná